# San Joaquín (Iloílo)
San Joaquín es un municipio filipino de primera clase, perteneciente a la provincia de Iloílo, en las Bisayas Occidentales.

## Historia
El pueblo se fundó en la segunda mitad del siglo XVIII. Hacia mediados del siglo XIX, el lugar, ya por entonces perteneciente a la provincia de Iloílo, tenía contabilizada una población de 7492 habitantes, repartidos en alrededor de 929 casas. Aparece descrito en el segundo volumen del Diccionario geográfico, estadístico, histórico de las Islas Filipinas (1851) de Manuel Buzeta Núñez y Felipe Bravo con las siguientes palabras:

JOAQUIN (San): pueblo con cura y gobernadorcillo, en la isla de Panay, prov. de Iloilo, dióc. de Cebú; sit. en los 127° 49' 24' long., 10° 31' lat., en un espacioso llano, sobre la costa, muy pintoresco, y un clima saludable y templado por las brisas marítimas y la frondosidad del arbolado de las inmedaiciones, lo cual hace que acaso sea este pueblo el de mejor temperamento de la prov. Fué fundado por los años de 1793 segun unos, ó de 1767 segun otros; y consta en el dia de 929 casas, en general de sencilla construccion, distinguiéndose entre ellas la parroquial y la llamada tribunal, en la que está la cárcel. Hay escuela de primeras letras concurrida de muchos alumnos, y dotada de los fondos de comunidad; la igl. parr. es de mediana fábrica; está bajo la advocacion del Dulce nombre de Jesus, y la sirve un cura regular. Próximo á esta se halla el cementerio bastante capaz y ventilado. Comunicase este pueblo con sus inmediatos por medio de caminos regulares, y recibe de la cab. Iloilo el correo en dias indeterminados. Confina el term. por N. E. con Miagao, y por los demas puntos con el mar. La punta Naso que forma el límite divisorio de las prov. de Antique é Iloilo está como á 4 leguas S. O.; en las cuales se encuentran las rancherias denominadas de Cataan, Lavigan y Sinubuhan, que como aportadas de toda autoridad, suelen molestar á los pastores que cuidan el ganado vacuno de este y otros pueblos. Tiene buenos baluartes para su defensa. El terreno en general es de mediana calidad; la parte reducida á cultivo es escasa: prod. algun arroz, (aunque el suficiente para el consumo del pueblo) maiz, legumbres, algodon y frutas, siendo la cosecha mas importante la del sibucao ó palo tinte, cuya estraccion es de bastante consideracion y utilidad para el pueblo. Todavia es susceptible de aumento esta produccion con solo adoptar el riego para ella, como se hace para muchos arrozales, aprovechando las aguas de los r. Bayonan y Sauragan que aislan el pueblo como hemos dicho, pasando muy cerca de él. ind.: la agrícola, que es la principal faena de los hombres; y el hilado y fabricacion de telas del poco algodon que produce su suelo es la ocupacion de las mugeres. comercio: esportacion del sobrante de los productos agrícolas, especialmente del palo tinte, é importacion de los géneros y artículos de que se carece. pobl 7,292 alm., 1,170 trib., que importan 11,700 rs. plata, equivalentes á 29,290 rs. vn.
(Buzeta y Bravo, 1851, pp. 120-121)

En 2020, tenía censados 52 617 habitantes.